# TETSUYA (舞者)
TETSUYA（1981年2月18日—）是日本的舞者、演員。EXILE及 EXILE THE SECOND表演者。原J Soul Brothers。
秋田縣出生，神奈川縣橫須賀市成長。LDH所屬。

## 來歷
初中時期於横須賀市立神明中学校畢業。因家人從事室內建築工作的關係而對木匠工作的産生興趣，從小學5年級左右的時候開始想成為木匠，於是高中報讀了建築科。為了學習而沒有參加活動小組,不過有玩四輪滑冰和衝浪。。畢業後曾在父親的公司工作。
19歲開始跳舞。2002年與KENCHI等人組成4人舞蹈團體「POLY-3」，其間與AKIRA相識。並參與了2004年9月放浪兄弟所主演的舞台劇｢HEART OF GOLD～STREET FUTURE OPERA BEAT POPS～｣之演出。2005年1月，因演出舞台劇的契機與KENCHI、KEIJI、SORI-KEN組成舞蹈團體「FULCRUM」，TETSUYA於「FULCRUM」時代是使用「BATTA」這名字活動。2006年，與AKIRA等人組成｢RAG POUND｣，5月至7月參加了「武者修行」巡迴演出。之後參加電影「BACK DANCERS勁舞女孩」演出。及在舞蹈學校｢EXPG｣中擔任舞蹈講師，並且參加AI等各種藝人的MTV、電視、演唱會等舞蹈演出。
2007年1月25日，作為新生(二代目)「J Soul Brothers」的成員並開始活動。
2009年3月1日加入放浪兄弟。
2012年4月，BeeTV播映的電視劇『君と僕との約束』首次擔任主演。7月1日開始成為「THE SECOND from EXILE」的成員並與EXILE成員身份並行活動。
2015年4月，成為DANCE EARTH PARTY正式成員。

## 人物
- 擅長游泳，由小學到高中去了10年的游泳訓練班[3][5]。
- FULCRUM時代使用「BATTA」的名字活動。
- 被成員認為是「浪漫的男人」。演唱會也披露「浪漫五·七·五」。
- 是德永英明的愛好者[6]，卡拉OK經常唱的曲子『壞掉的收音機』。[7]

- 因左肩關節臼位經常脱臼，而於2016年1月進行了左肩關節臼位的手術[8][9]
- 2019年3月5日，宣布與比自己小一歲，交往了3年的普通女性登記入籍結婚，妻子已懷孕。並通過所屬事務所發表消息，報告了第一個孩子會於6月末到7月初誕生[10]。

### 與咖啡相關
- 2011年，他的朋友大塚智之在惠比壽開設了第一家猿田彥咖啡店[11]，他受邀參加了開幕典禮。 [12]雖然他並非咖啡愛好者，但在那裡喝到的黑咖啡給他留下了深刻的印象，並由此產生了興趣[13]。

- 2013年，他獲得了咖啡大師資格[13]。 他開始向會員和員工贈送禮物[13]，並在辦公室裡設立了一個咖啡攤位[14]。

- 2015年7月11日，他開設了自己的咖啡店「AMAZING COFFEE」[15]。

- 2017年，在新的LDH架構下，他成為集團公司LDH kitchen的董事[14][16]。[17]

- 2021年，他成為業界首位“SCAJ咖啡大師大使”[17]。

### 教育相關
- 2011年，開始在雜誌「月刊EXILE」中連載以舞蹈，訓練，運動和健康為主題的専欄「EXILE Performance 研究所(E.P.I.)」並擔任所長[18]。因専欄觸發2014年4月就任為淑德大學開設的人文學科表現學科客席教授[19]。2016年、就任為美作大學的客席准教授[20] 2017年4月，報讀了早稻田大學體育科學研究生院的一年制專業碩士課程，並於2018年3月畢業。而碩士論文更獲得了優秀論文獎[21]。此外，他根據碩士論文指導的舞蹈視訊教材《初中現代節奏舞課堂－講座影片》被文部科學省（第2次文部科學省第450號）選定[22]。

- 他被任命為EXPG高中的首任校長，該校於2020年4月開學[23]。他於2024年3月退任[24]。

- 2023年10月，他被任命為新LDH架構下集團公司EXPG的執行長[25]。

#### 乒乓球
2018年，他被任命為7歲以下乒乓球運動員培養計畫「未來獎牌得主」訓練營的特別支持者。 2020 年 11 月，他在日本乒乓球協會男女希望國家隊 HNT 訓練營中引入了自己設計和監督的「EPI 品質」舞蹈訓練計畫。他的努力得到了認可，並於 2022 年被正式任命為體能教練。

## 參加團體
- POLY-3（2002年 - 不明）
- FULCRUM（2005年 - 2006年）
- RAG POUND（2006年 - 不明）
- J Soul Brothers（2007年1月25日 - 2009年3月1日）
- EXILE（2009年3月1日 - ）
- EXILE THE SECOND（2012年 - ）
- DANCE EARTH PARTY（ 2013年 - 2018年）

## 演出
與EXILE相關的演出請參考EXILE#演出
※角色名字顯示為 粗字體即表示為主角 

### 電視劇
- 新・美味しんぼ3 海原雄山vs究極七人のサムライ!（富士電視台、2009年11月14日） 飾演 平月啓一
- 行列48時間（日语：喜の行列 悲の行列）（NHK、2009年10月 - 11月）飾演 染矢昭夫
- 潘多拉II飢餓列島（日语：パンドラ (テレビドラマ)）（WOWOW、2010年4月 - 5月）飾演  磯田俊介
- 刑事定年（日语：刑事定年） 第9話（BS朝日、2010年12月22日）飾演 高樹隆史
- 家族法廷（BS朝日、2011年4月 - 6月） 飾演 小野寺良弘
- 王様の家 第9話（BS朝日、2011年12月7日） 飾演 雛形
- カウンターのふたり 第6話「雨やどりの午後」（TwellV、2012年7月7日） 飾演  秋葉祐一

### 網络劇
- 君と僕との約束（BeeTV、2012年4月 - 5月） 飾演  秋山陽平

### 舞台
- HEART of GOLD 〜STREET FUTURE OPERA BEAT POPS〜（2004年9月）
- 劇團EXILE 第二回公演「CROWN 眠らない夜の果てに…」（2008年5月）
- 劇團方南ぐみ 企画公演「あたっくNo.1」（2009年1月） 飾演  柏田勝杜兵曹長
- 劇團方南ぐみ 企画公演 ばったもん3番勝負 其の壱「袋のねずみ」（2010年2月） 飾演  瀬川一太郎
- 劇團EXILE JUNCTION#1「Night Ballet」（2010年3月） 飾演  大賀
- 朗讀劇「もしもキミが。」（2011年4月 - 5月） 飾演  優基
- 劇團方南ぐみ×劇團EXILE「あたっくNo.1」（2012年8月 - 9月） 飾演  勝杜兵曹長
- 朗讀劇「LOVE LETTERS 2012 22nd Anniversary」（2012年9月21日） 飾演  アンディ
- DANCE EARTH ～生命の鼓動～（2013年2月） 飾演  サルタ
- 劇団EXILE公演「SADAKO -誕生悲話-」（2013年5月）聲音角色
- DANCE EARTH PROJECT Global Dance Entertainment「Changes」(2014年5月)

### 電影
- バックダンサーズ!（2006年）
- EXILE UNIVERSITY 〜あなたの夢はなんですか?〜（2016年） [29]

### 電視節目
- めちゃ×2イケてるッ!「帰れまSTEP」（富士電視台、2012年6月 - ）
- 全世界極限サバイバルジャングル！無人島！灼熱砂漠！極寒地帯で100時間生き残れ！（2014年7月1日 、TBS[30]
- Eダンスアカデミー（NHK E頻道））講師
  - SEASON 1（2013年4月 - 10月）
  - SEASON 2（2014年4月 - 9月）
  - SEASON 3（2015年4月 - 2016年3月）
  - SEASON 4（2016年4月 - 2017年3月）
  - SEASON 5（2017年4月 - 2018年3月）
  - SEASON 6（2018年4月 - ）

### 音樂錄影帶
- YA-KYIM「Happy the globe PART II」（2005年）

### 廣告
- recruit「HOTPEPPER美食」（2011年11月-）
- 富士通「ARROWS」（2012年7月 - ）
- ANGFA「SCALP-D」（2012年8月 - ）
- ANGFA「スカルプD ボーテ ピュアフリーアイラッシュ」（2013年1月 - ）
- 久光製藥「AIR SALONPAS」（2013年）
- 日本可口可樂 「零系可口可樂」（2013年）
- 第一興商「SmartDAM」（2013年）
- 洋服の青山（2015年）[31]
- 軟銀「スポナビライブ」（2016年6月 - ）
- 和真「UTMO」（2016年） [32]

### 雑誌
- GetNavi「TRAINING360」（学研パブリッシング、2012年12月號 -2013年5月號 ）
- TOKYO HEADLINE「DANCEの道」（株式会社ヘッドライン、Vol.563 - ）毎月專欄
- 横濱Walker「ハマザイル」（角川雜誌、 2013年5月號 - 10月號）
- 2nd「EXILE TETSUYA AMAZING COFFEE LIFE」（2017年3月號 - 2018年7月號、エイ出版社）[33]

### 廣播
- RADIO MASHUP（Fm yokohama、2013年1月 - ）

### 其他
- ふるさと祭り東京 〜日本のまつり・故郷の味〜 - 
  - 日本の祭りナビゲーター（2015年[34]、2016年[35]、2017年[36]、2018年[37]）
  - ナビゲーター（2019年[38]）
- 横須賀盛り上げ大使（2016年10月 - ）[39][40]
- スポーツ庁「FUN+WALK PROJECT」-　アンバサダー（2018年10月 - ）[41]
- U-7卓球選手育成事業"未来のメダリスト"強化合宿 -　スペシャルサポーター（2018年11月 - ）[42]

## 作品

### 作詞
- DANCE EARTH PARTY「HAPPY BIRTHDAY feat. Dream」（2017年）

## 獲獎歷
- 眠り of the year 2013「ベストネムリスト」[43]

## 計劃項目
- トレーニングプログラム「アディピュア・トレーニング」（2012年） - アディダスグローバルトレーナーと共同考案[44]
- 舞蹈表演鞋「DP.01」系列（2014年、2015年） 與adidas共同開發的[45][46]
- 咖啡店「AMAZING COFFEE」（2015年 - ）
- ティップネス ダンスフィットネスプログラム「RHYTHM WORKOUT」（2016年） - 監修[47][48]

## 備註
1. ↑  2012年4月30日播映『週刊EXILE』。
2. ↑  . タウンニュース. 2013-03-08  [2013-07-21]. （原始内容存档于2013-06-05）.
3. 1 2  . 中高生部活応援マガジン – ヒーローインタビュー. 2012-10-10  [2013-07-21]. （原始内容存档于2013-12-24）.
4. ↑  . スポーツ報知. 2018-07-28  [2018-08-03]. （原始内容存档于2018-08-04）.
5. ↑  . ORICON STYLE. 2014-04-19  [2016-11-10]. （原始内容存档于2016-11-10）.
6. ↑  2010年5月15日播映。
7. ↑  在EXE唱了1詞組，被德永本人認可了歌唱力。
8. ↑  . サンスポ. 2015-12-28  [2015-12-29]. （原始内容存档于2015-12-30）.
9. ↑  . スポーツ報知. 2015-12-27  [2015-12-28]. （原始内容存档于2016-01-06）.
10. ↑  . スポニチ. 2019-03-05  [2019-03-05]. （原始内容存档于2019-03-05）.
11. ↑  . 日本経済新聞 (日本経済新聞社). 2020-06-13  [2021-07-13].
12. ↑  Template:Cite we
13. 1 2 3  . デイリースポーツ online (デイリースポーツ). 2017-08-29  [2018-08-04].
14. 1 2
15. ↑  . Instagram. 2020-07-11  [2020-07-11].
16. ↑  . デイリースポーツ online (デイリースポーツ). 2023-11-30  [2023-11-30].
17. ↑  . Panasonic. Panasonic Corporation.   [2016-08-22]. （原始内容存档于2016-08-21）.
18. ↑  . EX FAMILY -EXILE OFFICIAL FAN CLUB-. 2013-03-23  [2014-04-04]. （原始内容存档于2015-01-22）.
19. ↑  . 美作大学. 2015-01-19  [2016-01-19]. （原始内容存档于2016-01-29）.
20. ↑  . 日テレNEWS24. 2018-03-26  [2018-03-26]. （原始内容存档于2018-03-26）.
21. ↑  . めざましmedia. フジテレビ. 2020-07-16  [2022-04-22].
22. ↑  . 音楽ナタリー. ナターシャ. 2019-11-25  [2020-04-03].
23. ↑  . スポニチ Sponichi Annex (スポーツニッポン新聞社). 2024-03-29  [2024-03-29].
24. ↑  . ママスタセレクト. インタースペース. 2024-03-12  [2025-05-13].
25. ↑  . EXILE mobile. LDH. 2018-11-19  [2018-11-20].
26. ↑  . EXILE mobile. LDH. 2022-06-23  [2022-07-08].
27. ↑  . 日刊スポーツ. 2022-06-23  [2022-06-24].
28. ↑  . ぴあ映画生活. 2016-10-01  [2016-10-02]. （原始内容存档于2016-10-02）.
29. ↑  .   [2015-09-03]. （原始内容存档于2015-09-24）.
30. ↑  . EX FAMILY. 2015-10-01  [2015-10-04]. （原始内容存档于2015-10-05）.
31. ↑  . 和真（ワシン）. 2016-07-15  [2016-07-25]. （原始内容存档于2016-08-16）.
32. ↑  . エイ出版社. 2017-01-16  [2017-01-21].
33. ↑  . TVLIFE web. 2015-01-13  [2016-12-19]. （原始内容存档于2017-12-10）.
34. ↑  . SPICE. 2015-12-08  [2016-12-19]. （原始内容存档于2016-12-20）.
35. ↑  . MusicVoice. 2016-12-13  [2016-12-19]. （原始内容存档于2016-12-20）.
36. ↑  . モデルプレス. 2017-12-04  [2017-12-09]. （原始内容存档于2017-12-10）.
37. ↑  . WWSチャンネル. 2018-12-13  [2018-12-13]. （原始内容存档于2019-03-06）.
38. ↑  . 横須賀市ホームページ. 2016-10-05  [2016-10-05]. （原始内容存档于2016-10-06）.
39. ↑  . 神奈川新聞ニュース. 2016-10-06  [2016-11-05]. （原始内容存档于2016-10-09）.
40. ↑  . Musicman-net. 2018-10-02  [2018-10-04]. （原始内容存档于2018-10-05）.
41. ↑  . EXILE mobile. 2018-11-19  [2018-11-20]. （原始内容存档于2018-11-19）.
42. ↑  . Billboard JAPAN. 2013-12-23  [2013-12-23]. （原始内容存档于2013-12-24）.
43. ↑  . ダイエットクラブNEWS. 2012-09-26  [2016-11-10]. （原始内容存档于2016-11-10）.
44. ↑  . adidas Official Blog. 2014-08-11  [2016-08-23]. （原始内容存档于2015-10-12）.
45. ↑  . SNEAKER HEROES. 2015-07-29  [2016-11-05]. （原始内容存档于2016-11-05）.
46. ↑  . 産経ニュース. 2016-05-12  [2016-10-05]. （原始内容存档于2016-10-06）.
47. ↑  . 東京カレンダー. 2016-05-19  [2016-11-10]. （原始内容存档于2016-11-10）.

## 外部連結
- PROFILE｜EXILE Official Website（页面存档备份，存于）
- EXILE TETSUYA/E.P.I.的X（前Twitter）
- EXILE TETSUYA的Instagram帳戶
- EXILE TETSUYA「DANCEの道」 – TOKYO HEADLINE（页面存档备份，存于）